# Andtjärnen (Föllinge socken, Jämtland, 706152-143464)
Andtjärnen är en sjö i Krokoms kommun i Jämtland och ingår i Indalsälvens huvudavrinningsområde. Sjön har en area på 0,0472 kvadratkilometer och ligger 407,1 meter över havet. Sjön avvattnas av vattendraget Andån.

## Delavrinningsområde
Andtjärnen ingår i det delavrinningsområde (705997-143679) som SMHI kallar för Ovan 705766-144071. Medelhöjden är 391 meter över havet och ytan är 22,04 kvadratkilometer. Det finns inga avrinningsområden uppströms utan avrinningsområdet är högsta punkten. Andån som avvattnar avrinningsområdet har biflödesordning 3, vilket innebär att vattnet flödar genom totalt 3 vattendrag innan det når havet efter 240 kilometer. Avrinningsområdet består mestadels av skog (67 procent) och sankmarker (19 procent). Avrinningsområdet har 0,05 kvadratkilometer vattenytor vilket ger det en sjöprocent på 0,2 procent.